# Auguste Brunet (homme politique)
Pour les articles homonymes, voir Auguste Brunet et Brunet.
Auguste Charles Désiré Emmanuel Brunet est un poète et homme politique français né le 4 janvier 1878 à Saint-Benoît, à La Réunion, et mort le 7 octobre 1957 à Toulon.

## Biographie
Il est le fils de Louis Brunet, journaliste qui est lui aussi député.
Du 6 juin 1913 au 27 juillet 1914, il est gouverneur de la Nouvelle-Calédonie et dépendances.
Du 30 juillet 1919 au 16 septembre 1919, il fait fonction de gouverneur général de l'Afrique-Occidentale française (AOF), assurant l'intérim entre Gabriel Angoulvant et Martial Merlin. Du 13 mars 1923 au 20 février 1924, il fait fonction de gouverneur général de Madagascar.
Ancien combattant de la Grande Guerre, il préside le groupe parlementaire des AC d'Orient et est vice-président de la fédération nationale des AC d'Orient.
Il est enterré au cimetière central de Toulon.

## Mandats politiques
- Député de La Réunion de 1924 à 1940, il vote, le 10 juillet 1940, les pleins pouvoirs au maréchal Pétain ;
- Sous-secrétaire d'État aux Colonies du 13 décembre 1930 au 27 janvier 1931 dans le gouvernement Théodore Steeg ;
- Sous-secrétaire d'État aux Colonies du 26 octobre au 26 novembre 1933 dans le premier gouvernement d'Albert Sarraut.

## Distinctions
- Légion d'honneur[3] :
  - chevalier le 7 octobre 1917,
  - officier le 20 octobre 1920,
  - commandeur le 26 janvier 1956.

## Publications
- Le Régime international des Nouvelles-Hébrides, Paris, éd. A. Rousseau, 1907, 157 p. (thèse de droit).Le régime international des Nouvelles-Hébrides, (BNF 34139891).
- Exils dorés des îles, La Connaissance, 1920, 51 p.
- Jules Simon et le problème de la constitution coloniale, Charles-Lavauzelle & Cie, 1945, 238 p.Jules Simon et le problème de la constitution coloniale, (BNF 31882405).
- Trois cents ans de colonisation française à l'île Bourbon (La Réunion), Éditions de l'Empire, 1948, 178 p.Trois cents ans de colonisation française à l'île Bourbon (La Réunion), (BNF 31882409).